# 레바논의 세계유산

레바논의 세계유산은 세계유산 위원회를 거쳐 유네스코 세계유산에 등재된 레바논의 세계유산을 일컫는다. 레바논은 1983년 2월 3일 유네스코 조약에 비준한 이래, 5건의 문화유산을 보유하고 있다. 

## 목록

### 문화유산
| No. | 사진 | 등록명                  | 소재지           | 등록년도 | 등록기준      | 유네스코 지정번호 | 비고 |
| 1   |      | 안자르                  | 베카주           | 1984년   | (ⅲ), (ⅳ)      | 293               |      |
| 2   |      | 바알베크                | 바알베크헤르멜주 | 1984년   | (ⅰ), (ⅳ)      | 294               |      |
| 3   |      | 비블로스                | 레바논산주       | 1984년   | (ⅲ), (ⅳ), (ⅵ) | 295               |      |
| 4   |      | 티레                    | 남부주           | 1984년   | (ⅲ), (ⅳ)      | 299               |      |
| 5   |      | 콰디샤 계곡과 백향목 숲 | 북부주           | 1998년   | (ⅲ), (ⅳ)      | 850               |      |